# SkyRace Valmalenco-Valposchiavo
La SkyRace Valmalenco-Valposchiavo est une compétition de skyrunning reliant Lanzada en Italie à Poschiavo en Suisse. Elle s'est tenue de 2002 à 2013 puis a été relancée en 2023.

## Histoire
La course est créée en 2001 par Nicolao Lanfranchi, sportif féru de ski-alpinisme et de skyrunning. Il préside la course jusqu'en 2008. Gianmario Nana lui succède de 2009 à 2011. Puis en 2012, Moreno Raselli reprend la direction.
En 2004, la course rejoint la Skyrunner World Series jusqu'en 2009. Lors de cette dernière année, elle fait partie des courses Trials.
En 2007, la course accueille la 1re édition des Championnats d'Europe de skyrunning. Ces derniers y ont lieu une seconde fois en 2011 pour l'épreuve de SkyRace.
En 2012 et 2013, la course intègre La Sportiva Gore-Tex Mountain Running Cup,.
La dernière édition a lieu en 2013. L'organisation connaît ensuite des difficultés en raison des deux dernières éditions écourtées mais surtout à cause de l'arrêt des subventions du canton des Grisons. Le directeur Moreno Raselli annonce que la course prend un congé sabbatique en 2014. Mais après conservé l'espoir de relancer la course, cette dernière est définitivement annulée en 2015.
En 2023, Serafino Bardea, président du club Sportiva Lanzada, et Dario Marchesi recréent une édition unique de la course dix ans après la disparition de cette dernière. Au vu du succès rencontré, ils émettent le souhait de la faire revivre de manière permanente.
Après avoir réussi à pérenniser l'événement, les organisateurs décident d'adopter un rythme biennal à partir de 2025.

## Parcours
Le parcours de 31 km relie Lanzada dans le val Malenco à Poschiavo dans le val Poschiavo. Il suit un parcours emprunté par des contrebandiers qui traversaient la frontière dans les années 1930 et 1940.
Partant depuis Lanzada, le tracé monte abruptement sur la Cima Sissa puis poursuit en direction de l'Alpe Campascio et rejoint le barrage de Campo Moro. Il monte ensuite en direction du point culminant, le col de Campagneda à 2 627 m d'altitude. Le tracé franchit ensuite le col de Canciano à 2 464 m d'altitude, puis redescend finalement en direction de Poschiavo. Il présente un dénivelé positif de 1 850 m et négatif de 1 800 m.
En 2009, les conditions météo défavorables forcent les organisateurs à raccourcir le parcours à 20 km pour assurer la sécurité des coureurs. Le départ est donné normalement à Lanzada. Le parcours suit le tracé initial jusqu'à l'Alpe Campagneda puis bifurque ensuite en direction du refuge Campo Moro jusqu'à l'Alpe Franscia où est donnée l'arrivée. Les coureurs sont ensuite transportés en bus jusqu'à Poschiavo.
En 2012, un nouveau parcours de 16 km et d'un dénivelé de +/-1 100 m destiné aux plus jeunes est créé. Se déroulant exclusivement en Suisse, il rejoint la même arrivée que le parcours traditionnel. Cependant des chutes de neige jusqu'à 1 800 m rendent le grand parcours impraticable. Les organisateurs décident de reporter la course principale sur le petit tracé.
En 2013, des chutes de neige à 2 200 m d'altitude forcent à nouveau les organisateurs à raccourcir le parcours pour des raisons de sécurité. Il est raccourci à 26 km. Cette année-là, les deux courses ont toutefois lieu.
En 2024, de fortes pluies et du brouillard forcent les organisateurs à utiliser le parcours de réserve. Long de 31 km avec 1 300 m de dénivelé positif et négatif, il a lieu uniquement en Italie et forme une boucle avec le départ et l'arrivée à Lanzada.

## Résultats
| Édition | Date | Hommes | Hommes                        | Hommes          | Femmes | Femmes                        | Femmes          |
| ------- | ---- | ------ | ----------------------------- | --------------- | ------ | ----------------------------- | --------------- |
|         |      | Rang   | Athlète                       | Temps           | Rang   | Athlète                       | Temps           |
| 1re     | 2002 | 1er    | Dennis Brunod                 | 2 h 46 min 24 s | 64e    | Gloriana Pellissier           | 3 h 33 min 19 s |
| 2e      | 2003 | 1er    | Ricardo Mejía                 | 3 h 18 min 34 s |        | Gisella Bendotti              | 4 h 22 min 50 s |
| 3e      | 2004 | 1er    | Dennis Brunod — 2e victoire   | 2 h 44 min 00 s | 75e    | Emanuela Brizio               | 3 h 24 min 00 s |
| 4e      | 2005 | 1er    | Ricardo Mejía — 2e victoire   | 2 h 34 min 39 s | 71e    | Emanuela Brizio — 2e victoire | 3 h 20 min 33 s |
| 5e      | 2006 | 1er    | Helmut Schiessl               | 2 h 41 min 10 s | 41e    | Angela Mudge                  | 3 h 10 min 18 s |
| 6e      | 2007 | 1er    | Marco De Gasperi              | 2 h 32 min 03 s | 74e    | Pierangela Baronchelli        | 3 h 21 min 07 s |
| 7e      | 2008 | 1er    | Kílian Jornet                 | 2 h 43 min 16 s | 25e    | Angela Mudge — 2e victoire    | 3 h 10 min 40 s |
| 8e      | 2009 | 1er    | Robert Krupička               | 1 h 49 min 54 s | 23e    | Anna Pichrtová                | 2 h 08 min 35 s |
| 9e      | 2010 | 1er    | Helmut Schiessl — 2e victoire | 2 h 43 min 56 s | 24e    | Angela Mudge — 3e victoire    | 3 h 18 min 49 s |
| 10e     | 2011 | 1er    | Robert Krupička — 2e victoire | 2 h 39 min 59 s | 50e    | Oihana Kortazar Aranzeta      | 3 h 18 min 46 s |
| 11e     | 2012 | 1er    | Robert Krupička — 3e victoire | 1 h 20 min 40 s | 107e   | Emanuela Brizio — 3e victoire | 1 h 44 min 33 s |
| 12e     | 2013 | 1er    | Saúl Antonio Padua            | 2 h 07 min 29 s | 40e    | Silvia Serafini               | 2 h 39 min 45 s |
| 13e     | 2023 | 1er    | Roberto Delorenzi             | 2 h 38 min 30 s | 19e    | Francesca Rusconi             | 3 h 29 min 29 s |
| 14e     | 2024 | 1er    | Mattia Bertoncini             | 2 h 32 min 16 s | 17e    | Arianna Tagliaferri           | 3 h 22 min 23 s |

 Record de l'épreuve